# Кобі Арад
Кобі Арад (англ. Kobi Arad; нар. 2 жовтня 1981) — ізраїльсько-американський піаніст і композитор. Резидент нью-йоркської спільноти артистів «Art Kibbutz». Учасник гурту Kobi Arad Band. Доктор філософії, захистив наукову роботу в галузі «третього потоку» (піджанру джазу) та музичної імпровізації. Більшість музичних творів Арада вирізняються імпровізацією, а на стиль композитора значним чином повпливали класична музика, хіп-хоп, електронна музика та R&B.
Рецензії про музичні твори та виступи Кобі Арада публікувалися на сайтах таких видань, як Ynet, Jazz Times та All About Jazz. Музикант також відзначений срібною медаллю Global Music Award за пісню «Forever», присвячену Прінсові.

## Творча біографія
Активна творча діяльність Кобі Арада на нью-йоркській сцені розпочалася 2007 року. Починаючи з 2009 року, музикант бере участь у різноманітних культурних подіях Нью-Йорку, грає на таких майданчиках як Blue Note Jazz Club (де був презентований його альбом Inner Hymns), Jazz at Lincoln Center, Knitting Factory, Tonic тощо.
Музика Кобі Арада виконувалася також у Кнесеті, на ізраїльському національному радіо, в Тель-Авівському музеї тощо. У січні 2017 року відбувся виступ Арада разом з музикантами Ізраїльського філармонічного оркестру. Станом на 2016 рік у творчому доробку композитора — двадцять альбомів.
Кобі Арад плідно співпрацює з іншими музикантами. Наприклад, було реалізовано спільний проект Арада, Стіві Вандера та його менеджера Стефані Ендрюз. У студії звукорежисера Роберта Маргулефа (Robert Margouleff), який співпрацював також зі Стіві Вандером, був записаний альбом The Experience Project (червень 2015 року). Рой Оєрс (вібрафон) і басист Джонатан Леві (Jonathan Levy) зіграли для запису альбому Арада Superflow (2015).
За запрошенням Клаеса Нобеля, старшого члена родини, що заснувала Нобелівську премію, у 2016 році Кобі Арад організував для запису в студії хор із переможців та номінантів на «Греммі». Захід був організований із філантропічною метою та присвячений освіті біженців із Африки.

## Жанрові та стильові особливості музики
Проект Кобі Арада Inner Hymns заснований на давніх хасидських гімнах та покликаний спричинити духовне піднесення слухача. Це узгоджується з метою композитора:
|  | ...прокласти шлях до ще глибшого єднання музики та мистецтва з релігією, як це склалося історично у випадку з левітами у храмі... Оригінальний текст (англ.) ...to pave the way to a deeper connection of music and art and religion, the way it was historically with the Levites at the temple.... |

Крім того, Арад експериментує з візуальним мистецтвом. Як стверджується на сайті Art Kibbutz, комбінування літер єврейського алфавіту, природних стихій та кабалістичних традицій дозволяє «узгоджуватися… з додатковими невидимими вимірами, зміцнюючи й прославляючи наше враження від краси пісень природи».
Аналізуючи один з альбомів Арада, Sketches of Imaginary Landscapes, інтернет-видання All About Jazz оцінило його як «барвисте мозаїчне та всеохопне портретне малярство, що передає дієву уяву та можливе лише завдяки його винятковим технічним здібностям і проникливому баченню».
Музичні критики й оглядачі відзначають суттєву роль імпровізації та стильове розмаїття у творчості Кобі Арада, що зазнала впливу сучасної симфонічної музики, соулу, електроніки та різних течій джазу.

## Дискографія
- Revadim (2003)
- Ancient Novice (2009)
- Sparks of Understanding (2009)
- Kobi's World ! (2009)
- Kobi’s World Vol. 2.1 (2009)
- Vagabond (feat. Asaf Sirkis & Sassi Mizrachi) (2009)
- Innovations!!! (2010)
- Sketches of Imaginary Landscapes (2011)
- Kobistyle Third Stream (feat. Oran Etkin) (2012)
- Inner Hymns (2012)
- Moments – Tribute to Gyorgy Ligeti (2013)
- Space – Ecstatic Electronic Meditations (2014)
- Hues (with Kobi Arad Band) (2014)
- High Lights – Creative Collection NYC (2014)
- Patterns – Tribute to Anton Webern (2015)
- Hip Hop Meets Modern Classical (2015)
- Solism I (2015)
- The Experience Project (2015)
- Superflow (feat. Roy Ayers) (2015)
- Forever - Original Tribute Song for Prince (feat Armand Hutton) (2016)
- Prayers (2016)
- Webern Re-Visioned (2016)
- Chamber Trio (feat Nori Yakobi & Yoni Niv) (2016)
- Modal Chants (2016)
- Cubism - Hyper Dimensional Jazz (2016)